# Laura Grasemann
Laura Grasemann (* 30. April 1992 in Wiesloch) ist eine deutsche Freestyle-Skierin in der Disziplin Buckelpiste (Moguls).

## Karriere
Laura Grasemann startet seit dem Beginn ihrer Karriere im Jahr 2008 für den SC Wiesloch. Im Februar 2008 bestritt sie in Chatel ihre ersten Rennen im Europacup und wurde Fünfte in der Disziplin Moguls und Zehnte in der Disziplin Dual Moguls. Im Dezember des Jahres bestritt sie in Méribel ihre ersten Rennen im Weltcup und wurde 24. in der Disziplin Dual Moguls. In Megève gewann Grasemann im Februar 2009 ein erstes Dual-Moguls-Europacup-Rennen. Im Dezember 2010 folgte der erste Gewinn von Weltcuppunkten in der Disziplin Moguls in Ruka. 2012 gewann sie am Sudelfeld den Titel bei den Deutschen Meisterschaften, bei den Juniorenweltmeisterschaften in Chiesa belegte sie die Ränge sieben (Moguls) und fünf (Dual Moguls).
Ihre bis dahin beste Weltcup-Platzierung erreichte Grasemann im Januar 2014 in Calgary, wo sie 12. in der Disziplin Moguls wurde und sich für die Olympischen Winterspiele 2014 in Sotschi qualifizierte. Bei der Qualifikation für das Finale der Spiele auf der Strecke in Rosa Chutor wurde Grasemann nach einem frühen Sturz in der ersten Runde der Qualifikation 26. In der zweiten Qualifikation erreichte sie Platz 12 und verpasste das olympische Finale der besten zehn nur knapp um vier Punkte.
Trotz eines vollständigen Finanzierungsstops der gesamten Disziplin Buckelpiste durch den Deutschen Skiverband hat Laura Grasemann ihre Karriere mit selbst organisierter Finanzierung fortgesetzt. Bei der Weltmeisterschaft im Januar 2015 in Kreischberg wurde sie Neunte im Moguls und 11. im Dual Moguls. Direkt im Anschluss belegte im Weltcuprennen in Lake Placid den zwölften Platz.
Im Jahr 2016 gründete die deutsche Buckelpistenmannschaft ihr eigenes Team (Freestyleteam Moguls Germany), um eine grundlegende Finanzierung durch Sponsoren zu ermöglichen. Grasemann konnte im Februar 2016 im Weltcuprennen in Tazawako einen neunten Platz einfahren und wurde im Weltcupfinale in Moskau eine Woche später Achte. Im März 2018 fuhr sie als erste Deutsche seit über 15 Jahren auf das Podest und erzielte im Dual Moguls in Tazawako den dritten Platz. Zwei Wochen später wurde sie Vierte im Weltcupfinale in Megève, wo sie neun Jahre zuvor ihr erstes Europacup-Rennen gewonnen hatte.

## Erfolge

### Olympische Spiele
- Sotschi 2014: 22. Moguls

### Weltmeisterschaften
- Kreischberg 2015: 9. Moguls, 11. Dual Moguls
- Sierra Nevada 2017: 11. Moguls, 18. Dual Moguls
- Park City 2019: 5. Dual Moguls, 26. Moguls

### Weltcup
Grasemann errang im Weltcup bisher einen Podestplatz.
Wertungen:
| Saison  | Gesamt | Gesamt | Moguls | Moguls |
| Saison  | Platz  | Punkte | Platz  | Punkte |
| ------- | ------ | ------ | ------ | ------ |
| 2008/09 | 156.   | 1      | 43.    | 7      |
| 2010/11 | 105.   | 2      | 35.    | 27     |
| 2011/12 | 167.   | 1      | 44.    | 14     |
| 2012/13 | 196.   | 2      | 42.    | 22     |
| 2013/14 | 153.   | 5      | 29.    | 56     |
| 2014/15 | 92.    | 8,67   | 24.    | 76     |
| 2015/16 | 81.    | 13,25  | 19.    | 106    |
| 2016/17 | 124.   | 7,91   | 23.    | 87     |
| 2017/18 | 80.    | 17,60  | 14.    | 176    |
| 2018/19 | 44.    | 26,33  | 10.    | 237    |
| 2019/20 | 111.   | 10,30  | 21.    | 103    |

### Juniorenweltmeisterschaften
- Chiesa in Valmalenco 2012: 5. Dual Moguls, 7. Moguls

### Europacup
- 9 Podestplätze, davon 5 Siege
- 3. Platz Gesamtwertung (2009)

### Weitere Erfolge
Deutsche Meisterschaften
- 11 × Deutsche Meisterin
- 4 × Deutsche Juniorenmeisterin
- 2 × Deutsche Schülermeisterin

Deutschlandpokal:
- 27 Podiumsplätze, davon 18 Siege
- 3 × Gewinnerin der Gesamtwertung

## Ehrungen
- 2015[3] und 2017[4] Finalistin zum “Sportstipendiat des Jahres” der Stiftung Deutsche Sporthilfe
- 2011 und 2014 Sportlerin des Jahres der Stadt Wiesloch
- 2008 Viessmann Newcomerin des Jahres

## Persönliches
Laura Grasemann hat ihr Abitur am Englischen Institut in Heidelberg im Jahr 2011 absolviert. Sie zog daraufhin, um näher an den Bergen zu sein nach München, wo sie seitdem Molekulare Biotechnologie studiert.